# 22-й моторизований корпус (Третій Рейх)
XXII-й (22-й) моторизо́ваний ко́рпус (нім. XXII. Armeekorps (mot.) — моторизований корпус Вермахту за часів Другої світової війни. З 5 березня по 12 липня 1940 мав назву танкова група Клейста.

## Історія
XXII-й моторизований корпус був сформований 26 серпня 1939 року в Гамбурзі у X-му військовому окрузі (нім. Wehrkreis X). 16 листопада 1940 корпус переформований на 1-шу танкову групу.

## Райони бойових дій
- Німеччина (серпень 1939);
- Польща (вересень — жовтень 1939);
- Німеччина (жовтень 1939 — травень 1940);
- Франція (травень — липень 1940);
- Німеччина (липень — листопад 1940).

## Командування

### Командири
- генерал артилерії, з 19 липня 1940 генерал-полковник Евальд фон Клейст (нім. Ewald von Kleist) (26 серпня 1939 — 16 листопада 1940).

## Бойовий склад 22-го моторизованого корпусу
Формування управління, забезпечення та підтримки
- 20-те артилерійське командування (Arko 20),
- 422-ге управління корпусного постачання (Korps-Nachschubtruppen 422);
- 422-й корпусний батальйон зв'язку (Korps-Nachrichten-Abteilung 422);
- 530-та комендатура тилу (Korück 531).

- 30-та піхотна дивізія (30. Infanterie-Division);
- 56-та піхотна дивізія (56. Infanterie-Division);
- 254-та піхотна дивізія (254. Infanterie-Division).

- XIV-й моторизований корпус (XIV. Armeekorps (mot);
  - 13-та моторизована дивізія (13. Infanterie-Division (mot.);
  - 29-та моторизована дивізія (29. Infanterie-Division (mot.);
- XIX-й моторизований корпус (XIX. Armeekorps (mot);
  - 1-ша танкова дивізія (1. Panzer-Division);
  - 2-га танкова дивізія (2. Panzer-Division);
  - 10-та танкова дивізія (10. Panzer-Division);
- XXXXI-й моторизований корпус (XXXXI. Armeekorps (mot);
  - 6-та танкова дивізія (6. Panzer-Division);
  - 8-ма танкова дивізія (8. Panzer-Division);
  - 2-га піхотна дивізія (2. Infanterie-Division).

- XIV-й моторизований корпус;
  - 9-та танкова дивізія (9. Panzer-Division);
  - 10-та танкова дивізія;
  - 9-та піхотна дивізія (9. Infanterie-Division);
  - 13-та моторизована дивізія;
  - Піхотний полк «Гроссдойчланд» (Infanterie-Regiment “Großdeutschland”);
- XVI-й моторизований корпус (XVI. Armeekorps (mot);
  - 3-тя танкова дивізія (3. Panzer-Division);
  - 4-та танкова дивізія (4. Panzer-Division);
  - 4-та піхотна дивізія (4. Infanterie-Division);
  - 33-тя піхотна дивізія (33. Infanterie-Division);
  - Дивізія резервних військ СС (SS-Verfügungs-Division);
  - Полк СС «Адольф Гітлер» (SS-Regiment "Adolf Hitler").

- 7-ма танкова дивізія (7. Panzer-Division);
- 10-та танкова дивізія;
- 18-та піхотна дивізія (18. Infanterie-Division);
- 27-ма піхотна дивізія (27. Infanterie-Division);
- 87-ма піхотна дивізія (87. Infanterie-Division);
- Поліційна дивізія СС (Polizei Division).

- 16-та танкова дивізія (16. Panzer-Division);
- 19-та танкова дивізія (19. Panzer-Division);
- 20-та танкова дивізія (20. Panzer-Division);
- 14-та моторизована дивізія (14. Infanterie-Division (mot.);
- 16-та моторизована дивізія (16. Infanterie-Division (mot.).